# 响铃豆
响铃豆（学名：Crotalaria albida）为豆科猪屎豆属下的一个种。

## 扩展阅读
- 維基物種上的相關：响铃豆